# Монастырь Георгия Кудунского
Монастырь Святого Георгия Кудунского (греч. Μονή Αγίου Γεωργίου Κουδουνά, тур. Aya Yorgi Manastırı) — греческий православный монастырь на острове Бююкада в Мраморном море. Дату основания относят ко времени царствования Никифора Фоки (X век), что позволяет считать его старейшим монастырём на Принцевых островах.
В 1204 году монастырь был разрушен крестоносцами Четвертого крестового похода, а в 1302 году сожжен пиратами. Оставляя обитель, монахи спрятали икону святого Георгия. По местной легенде святой явился пастуху и указал место сокрытия иконы. Поскольку икона была украшена колокольцами (греч. κουδουνάκι), монастырь получил своё название. Обитель была восстановлена и населена в 1751—1752 годах.
В 1781 году монастырь стал подворьем калавритской Лавры. В 1806 году на горе было построено несколько «старых келий». В 1821 году во время греческой революции турки, зная о сочувствии монахов Греции, напали на монастырь и убили насельников. Лишь двум переодетым монахам удалось бежать. Через некоторое время, несмотря на трудности, монастырь открылся вновь. В 1884 году было построено двухэтажное каменное здание, а в 1908 году архимандрит Дионисий возвел церковь. В 1922 году собственность монастыря была экспроприирована турецким государством.
После смерти Дионисия в монастыре остался один монах, служивший до своей смерти в 1969 году. Его сменил Константин Паикопулос. В 1986 году в пожаре сгорели исторические кельи. Монастырь потерял свой исторический вид.
В конце XX века монастырь стал популярным местом паломничества среди турок-мусульман: в день памяти святого Георгия, 23 апреля, в монастырь стекается значительное число турок, не исповедующих христианства.